# 13e cérémonie des Tony Awards
La 13e cérémonie des Tony Awards a eu lieu le 12 avril 1959 à l'Hôtel Waldorf-Astoria, à New York et fut retransmise sur WCBS-TV.

## Cérémonie
La cérémonie présentée par Bud Collyer se déroula en présence de plusieurs personnalités venues décerner les prix dont Dana Andrews, Ina Balin, Ralph Bellamy, Polly Bergen, Claudette Colbert, Robert Dowling, Faye Emerson, Farley Granger, Oscar Hammerstein II, Celeste Holm, Robert Preston et Rip Torn. La musique était de Meyer Davis et son orchestre.

## Palmarès
| Meilleure pièce | Meilleure comédie musicale |
| --- | --- |
| - J.B. – Archibald MacLeish - A Touch of the Poet – Eugene O'Neill - Epitaph for George Dillon – John Osborne et Anthony Creighton - The Disenchanted – Budd Schulberg et Harvey Breit - The Visit – Friedrich Dürrenmatt | - Redhead - Flower Drum Song - La Plume de Ma Tante |
| Meilleur acteur dans une pièce | Meilleure actrice dans une pièce |
| - Jason Robards, Jr. – The Disenchanted dans le rôle de Manley Halliday - Cedric Hardwicke – A Majority of One dans le rôle de Koichi Asano - Alfred Lunt – The Visit dans le rôle d'Anton Schill - Christopher Plummer – J.B. dans le rôle de Nickles - Cyril Ritchard – The Pleasure of His Company dans le rôle de Biddeford Poole - Robert Stephens – Epitaph for George Dillon dans le rôle de George Dillon        | - Gertrude Berg – A Majority of One dans le rôle de Bertha Jacoby - Claudette Colbert – The Marriage-Go-Round dans le rôle de Content Lowell - Lynn Fontanne – The Visit dans le rôle de Claire Zachanassian - Kim Stanley – A Touch of the Poet dans le rôle de Sara Melody - Maureen Stapleton – The Cold Wind and the Warm dans le rôle de Ida |
| Meilleur acteur dans une comédie musicale | Meilleure actrice dans une comédie musicale |
| - Richard Kiley – Redhead dans le rôle de Tom Baxter - Larry Blyden – Flower Drum Song dans le rôle de Sammy Fong | - Gwen Verdon – Redhead dans le rôle de Essie Whimple - Miyoshi Umeki – Flower Drum Song dans le rôle de Mei-Li |
| Meilleur acteur de second rôle dans une pièce | Meilleure actrice de second rôle dans une pièce |
| - Charlie Ruggles – The Pleasure of His Company dans le rôle de Mackenzie Savage - Marc Connelly – Tall Story dans le rôle du Professeur Charles Osman - George Grizzard – The Disenchanted dans le rôle de Shep Stearns - Walter Matthau – Once More, with Feeling! dans le rôle de Maxwell Archer - Robert Morse – Say, Darling dans le rôle de Ted Snow - George C. Scott – Comes a Day dans le rôle de Tydings Glenn | - Julie Newmar – The Marriage-Go-Round dans le rôle de Katrin Sveg - Maureen Delany – God and Kate Murphy dans le rôle de Carrie Donovan - Dolores Hart – The Pleasure of His Company dans le rôle de Jessica Poole - Nan Martin – J.B. dans le rôle de Sarah - Bertice Reading – Requiem for a Nun dans le rôle de Nancy Mannigoe                |
| Meilleur acteur de second rôle dans une comédie musicale | Meilleure actrice de second rôle dans une comédie musicale |
| - Russell Nype – Goldilocks dans le rôle de George Randolph Brown (tie) - Leonard Stone – Redhead dans le rôle de George Poppett (tie) | - Pat Stanley – Goldilocks dans le rôle de Lois Lee - Julienne Marie – Whoop-Up dans le rôle de Mary Champlain |
| Meilleure mise en scène | Meilleure chorégraphie |
| - Elia Kazan – J.B. - Peter Brook – The Visit - Robert Dhéry – La Plume de Ma Tante - William Gaskill – Epitaph for George Dillon - Peter Glenville – Rashomon - Cyril Ritchard – The Pleasure of His Company - Dore Schary – A Majority of One | - Bob Fosse – Redhead - Agnes de Mille – Goldilocks - Carol Haney – Flower Drum Song - Onna White – Whoop-Up |
| Meilleurs décors | Meilleurs costumes |
| - Donald Oenslager – A Majority of One - Boris Aronson – J.B. - Ballou – The Legend of Lizzie - Ben Edwards – Jane Eyre - Oliver Messel – Rashomon - Teo Otto – The Visit | - Rouben Ter-Arutunian – Redhead - Antonio Castillo – Goldilocks - Dorothy Jenkins – The World of Suzie Wong - Oliver Messel – Rashomon - Irene Sharaff – Flower Drum Song |
| Meilleur directeur musical ou chef d'orchestre | Meilleur technicien de scène |
| - Salvatore Dell'Isola – Flower Drum Song - Jay Blackston – Redhead - Lehman Engel – Goldilocks - Gershon Kingsley – La Plume de ma Tante | - Sam Knapp – The Music Man - Thomas Fitzgerald – Who Was That Lady I Saw You With? - Edward Flynn – The Most Happy Fella |

Des prix spéciaux furent remis à John Gielgud, pour sa contribution au théâtre pour sa perspicacité extraordinaire dans les écrits de Shakespeare, comme en témoigne sa pièce solo Ages of Man. Howard Lindsay et Russel Crouse, pour une collaboration qui a duré plus longtemps que Gilbert et Sullivan.
Les interprètes de La Plume de ma Tante : Pamela Austin, Colette Brosset, Roger Caccia, Yvonne Constant, Genevieve Coulombel, Robert Dhéry, Michael Kent, Jean Lefevre, Jacques Legras, Michael Modo, Pierre Olaf, Nicole Parent, Ross Parker et Henri Pennec, pour leur contribution au théâtre.